# August Hoff
Pour les articles homonymes, voir Hoff.
August Hoff (1892 - 1971) est un historien de l'art allemand du XXe siècle. Il dirigea les Kölner Werkschulen de 1946 à 1957.

## Biographie
August Hoff naît le 16 septembre 1892 à Forbach, ville annexée du Reichsland Elsaß-Lothringen. Il fait des etudes en sciences humaines, puis en histoire de l'art. En 1924,  Hoff est nommé directeur du Kunstmuseums de Duisburg. En 1929, il est nommé professeur à l'Académie des Beaux-Arts de Düsseldorf.
Démis de ses fonctions par le régime nazi, Hoff est contraint de gagner sa vie en écrivant, devenant critique d'art et donnant des conférences. Il devient, à cette époque, conseiller artistique d'un atelier de vitraux et de mosaïques à Munich.
En 1946, August Hoff prend la direction des Kölner Werkschulen, des ateliers d'art graphique, d'architecture et de design, situés à Cologne, et créés en 1926 pour promouvoir la création artistique dans ces domaines. Il occupe ce poste jusqu'en 1957, participant activement à la vie artistique de la région de Cologne.
August Hoff décéda le 16 février 1971 à Cologne.

## Publications
- Emil Fahrenkamp, Architekt und Designer (1925)
- Dominikus Böhm (1930/1943/1962)
- Wilhelm Lehmbruck (1933/1936/1961)
- Johan Thorn-Prikker (1958)
- Ludwig Gies (1959)
- Henry van de Velde (1962)
- Karl Ernst Osthaus (1971)